# 이저벨라 아마라
이저벨라 아마라(영어: Isabella Amara, 1998년 10월 9일 ~ )는 미국의 배우이다.